# Kalapuya du Nord
Le kalapuya du Nord est une langue amérindienne de la famille des langues kalapuyanes parlée aux États-Unis, le long de la rivière Willamette dans l'Ouest de l'Oregon. La langue est éteinte.
Edward Sapir a inclus les langues kalapuyanes dans son hypothèse des langues pénutiennes, au sein du sous-groupe des langues pénutiennes de l'Oregon, conjointement avec le takelma.

## Variétés
Le kalapuya du Nord était divisé en deux variétés fortement distinctes, le yamhill et le tualatin, aussi appelé le tfalati.